# Air Seychelles

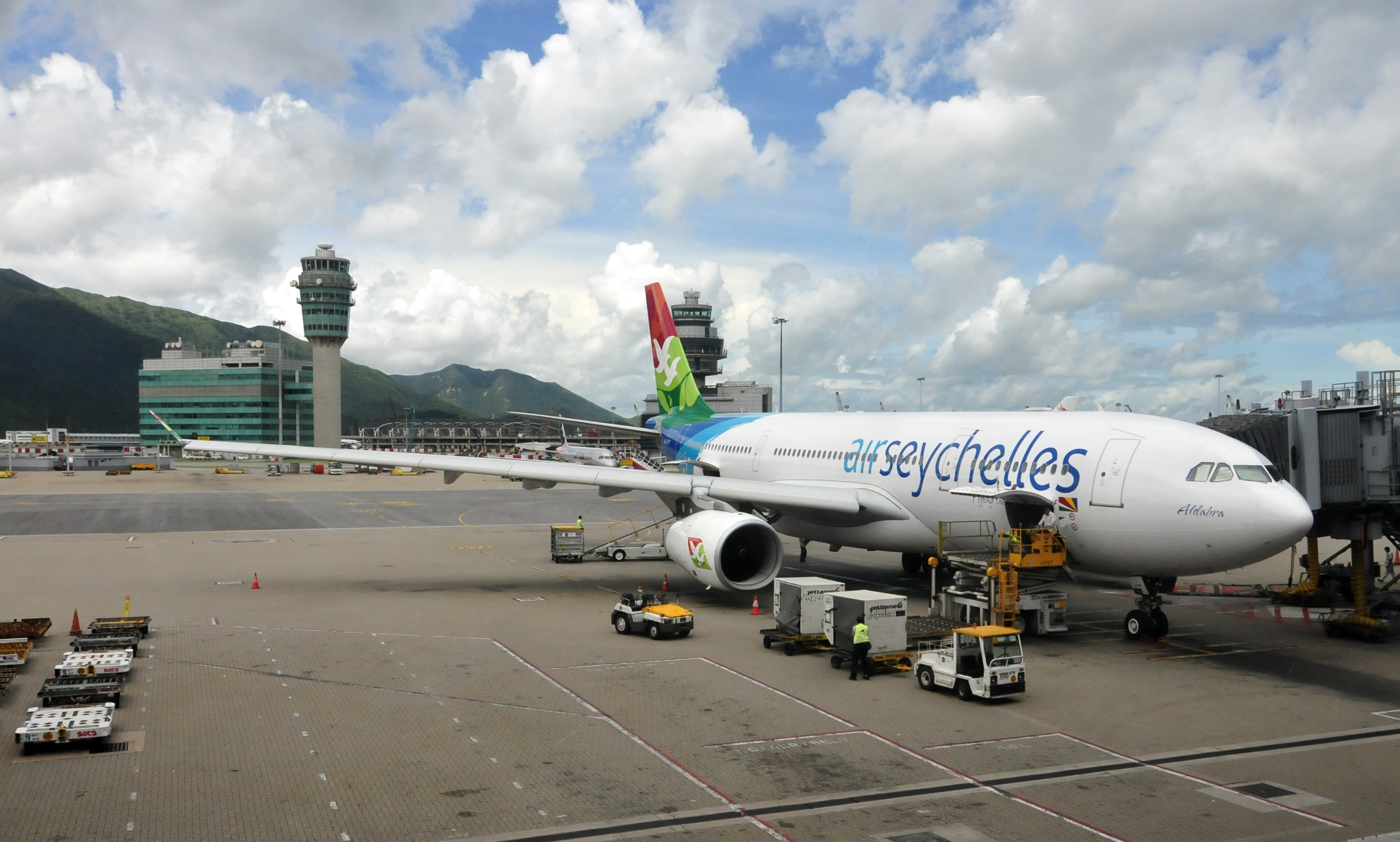
Airbus A 330-200

Air Seychelles är ett flygbolag ifrån Seychellerna. Flygbolaget flyger med två Airbus A330-200 flygplan på sina internationella linjer. Interntrafiken (från Seychellernas internationella flygplats på ön Mahé till de olika öarna) sköts med tre Twin Otter-plan.